# Wszystkie stworzenia duże i małe (serial 2020)
Wszystkie stworzenia duże i małe (ang. All Creatures Great and Small) – brytyjski serial z 2020 na podstawie powieści Jamesa Herriota o tym samym tytule.

## Obsada
- Nicholas Ralph jako James Herriot
- Anna Madeley jako ani Hall
- Samuel West jako Siegfried Farnon
- Rachel Shenton jako Helen Alderson
- Callum Woodhouse  jako Tristan Farnon